# Kunstrijden op de Olympische Winterspelen 2014 - IJsdansen
Het ijsdansen tijdens de Olympische Winterspelen 2014 vond plaats op 16 en 17 februari in het Iceberg Schaatspaleis in Sotsji.

## Geschiedenis
Van het podium in 2010 namen alleen de nummers een en twee aan deze elfde editie van olympisch toernooi in het ijsdansen deel, evenals zes andere paren. De verdedigers van de olympische titel, tevens de wereldkampioenen in 2010 en 2012 en tweede in 2008, 2011 en 2013 en ook de winnaars van het Viercontinentenkampioenschap in 2008 en 2012, waren het Canadese koppel Tessa Virtue en Scott Moir. De zilverenmedaillewinnaars, tevens de wereldkampioenen in 2011 en 2013 en tweede in 2010 en 2012 en ook de winnaars van het 4CK in 2009, 2011 en 2013, waren het Amerikaanse paar Meryl Davis en Charlie White. Wederom stonden beide paren op het erepodium van de Spelen, in omgekeerde volgorde dan in 2010. Het paar Davis/White veroverde met de vierde medaille voor de Verenigde Staten bij het ijsdansen (1-2-1) voor het eerst het goud. Het Canadese paar Virtue/Moir op de zilveren positie veroverde de derde medaille voor Canada (1-1-1). De bronzen medaille werd door het debuterende Russische paar en de wereldkampioenen bij de junioren in 2010, Jelena Ilinych en Nikita Katsalapov veroverd. Hiervoor stonden ze alleen in 2012, 2013 en 2014 (3e, 2e, 2e) op het Europees kampioenschap op het erepodium van een ISU kampioenschap. Zij brachten de Russische score (vanaf 1994) tot 3-3-2.

## Tijdschema
| Datum       | Lokale tijd | MET   | Kür       |
| ----------- | ----------- | ----- | --------- |
| 16 februari | 19:00       | 16:00 | Korte kür |
| 17 februari | 19:00       | 16:00 | Vrije kür |

## Uitslag
| #                      | Olympiër                              | NOC | Punten | Korte kür  | Vrije kür   |
| ---------------------- | ------------------------------------- | --- | ------ | ---------- | ----------- |
| Goud                   | Meryl Davis Charlie White             | USA | 195.52 | 78.89 (1)  | 116.63 (1)  |
| Zilver                 | Tessa Virtue Scott Moir               | CAN | 190.99 | 76.33 (2)  | 114.66 (2)  |
| Brons                  | Jelena Ilinych Nikita Katsalapov      | RUS | 183.48 | 73.04 (3)  | 110.44 (3)  |
| 4                      | Nathalie Pechalat Fabian Bourzat      | FRA | 177.22 | 72.78 (4)  | 104.44 (4)  |
| 5                      | Jekaterina Bobrova Dmitri Solovjov    | RUS | 172.92 | 69.97 (5)  | 102.95 (6)  |
| 6                      | Anna Cappellini Luca Lanotte          | ITA | 169.50 | 67.58 (6)  | 101.92 (7)  |
| 7                      | Kaitlyn Weaver Andrew Poje            | CAN | 169.11 | 65.93 (7)  | 103.18 (5)  |
| 8                      | Madison Chock Evan Bates              | USA | 164.64 | 65.47 (8)  | 099.18 (8)  |
| 9                      | Maia Shibutani Alex Shibutani         | USA | 155.17 | 64.47 (9)  | 090.70 (10) |
| 10                     | Penny Coomes Nicholas Buckland        | GBR | 151.11 | 59.33 (11) | 091.78 (9)  |
| 11                     | Nelli Zhiganshina Alexander Gazsi     | GER | 150.77 | 60.91 (10) | 089.86 (12) |
| 12                     | Julia Zlobina Alexei Sitnikov         | AZE | 148.63 | 58.15 (14) | 090.48 (11) |
| 13                     | Sara Hurtado Adrià Díaz               | ESP | 146.97 | 58.58 (12) | 088.39 (13) |
| 14                     | Charlène Guignard Marco Fabbri        | ITA | 144.78 | 58.14 (15) | 086.64 (14) |
| 15                     | Pernelle Carron Lloyd Jones           | FRA | 142.87 | 58.25 (13) | 084.62 (15) |
| 16                     | Viktoria Sinitsina Roeslan Zjigansjin | RUS | 140.66 | 58.01 (16) | 082.65 (17) |
| 17                     | Isabella Tobias Deividas Stagniūnas   | LTU | 139.00 | 56.40 (17) | 082.60 (18) |
| 18                     | Alexandra Paul Mitchell Islam         | CAN | 138.70 | 55.91 (18) | 082.79 (16) |
| 19                     | Tanja Kolbe Stefano Caruso            | GER | 130.56 | 54.43 (19) | 076.13 (19) |
| 20                     | Danielle O'Brien Gregory Merriman     | AUS | 128.53 | 52.68 (20) | 075.85 (20) |
| Vrije kür niet bereikt |                                       |     |        |            |             |
| 21                     | Cathy Reed Chris Reed                 | JPN | 052.29 | 52.29 (21) |             |
| 22                     | Alisa Agafonova Alper Ucar            | TUR | 049.84 | 49.84 (22) |             |
| 23                     | Huang Xintong Zheng Xun               | CHN | 048.96 | 48.96 (23) |             |
| 24                     | Siobhan Heekin-Canedy Dmitri Dun      | UKR | 041.90 | 41.90 (24) |             |